# Balistoides
Balistoides là một chi cá biển thuộc họ Cá bò da. Chi này được lập ra bởi Alec Fraser-Brunner vào năm 1935.

## Từ nguyên
Hậu tố oides trong tên chi trong tiếng Latinh có nghĩa là "giống với", ở đây hàm ý đề cập đến việc B. viridescens từng nằm trong chi gốc là Balistes.

## Các loài
Có 2 loài được công nhận là hợp lệ trong chi này, bao gồm:
- Balistoides conspicillum (Bloch & Schneider, 1801)
- Balistoides viridescens (Bloch & Schneider, 1801)

## Phân bố
Cả hai loài kể trên đều có phân bố trải rộng trên khắp khu vực Ấn Độ Dương - Thái Bình Dương, riêng B. conspicillum đã được bắt gặp ở Địa Trung Hải (có lẽ là cá cảnh được thả ra biển).